# Heers
Heers là một đô thị ở tỉnh Limburg. Kể từ năm 1971, đô thị này gồm các giáo khu Batsheers, Opheers, Veulen, Gutschoven và Mettekoven, và kể tù 1977, Mechelen-Bovelingen, Rukkelingen-Loon, Heks, Horpmaal, Vechmaal  và Klein-Gelmen thuộc Gelmen.